# Butorowy Wierch
Der Butorowy Wierch ist ein Berg in den polnischen Pogórze Gubałowskie, einem Gebirgszug der Pogórze Spisko-Gubałowskie, mit 1160 Metern Höhe über Normalnull.

## Lage und Umgebung
Der Butorowy Wierch liegt im Hauptkamm der Gubałówka.

## Tourismus
Der Gipfel ist von allen umliegenden Ortschaften leicht erreichbar. Er liegt auf dem Gebiet des Ortes Brzegi. Er liegt außerhalb des Tatra-Nationalparks.

### Wintersport
Auf den Nordhängen befindet sich das Skigebiet Butorowy Wierch. Eine Seilbahn führt von Kościelisko auf den Gipfel.